# 하랄 3세 (노르웨이)

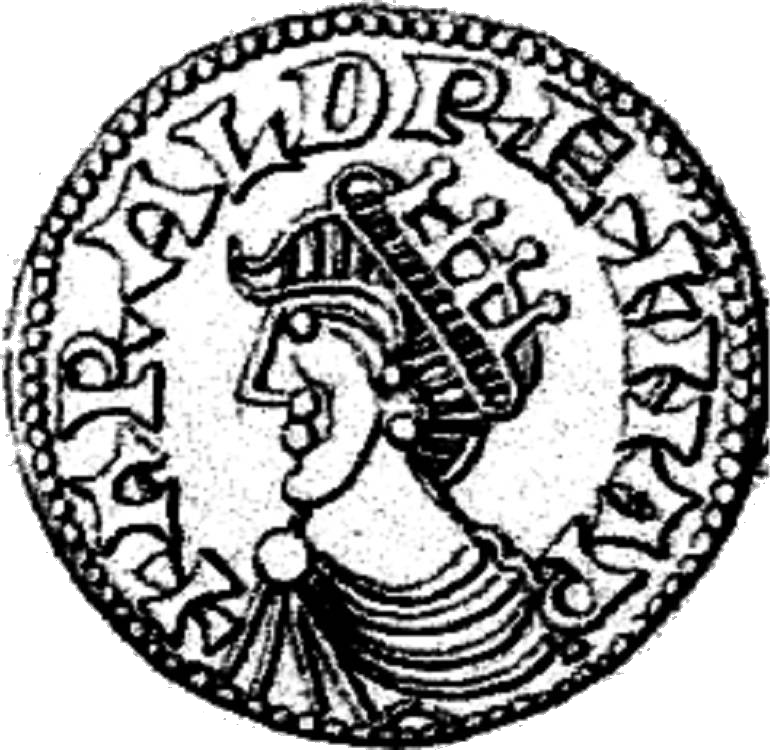
하랄 3세 시대에 발행된 동전

하랄 3세(노르웨이어: Harald III) 또는 하랄드 하르드라디(고대 노르드어: Haraldr harðráði, 노르웨이어: Harald Hardråde 하랄 하르로데[*], 1015년경 ~ 1066년 9월 25일)는 노르웨이의 국왕(재위: 1046년 ~ 1066년 9월 25일)이다. 본명은 하랄드 시구르다르손(고대 노르드어: Haraldr Sigurðarson, 노르웨이어: Harald Sigurdsson 하랄 시구르드손[*])이다.
노르웨이 부스케루주에 있던 소왕국의 군주였던 시구르 쉬르(Sigurd Syr)의 아들로 태어났다. 1064년까지 덴마크의 왕위 계승권을, 1066년까지 잉글랜드의 왕위 계승권을 주장했으나 성공하지 못했다. 노르웨이의 국왕이 되기 이전에는 약 15년 동안 용병 생활을 하면서 키예프 대공국과 비잔티움 제국의 바랑기아 친위대에서 군사 지도자 역할을 수행했다. 1066년 9월 25일 잉글랜드에서 일어난 스탬퍼드브리지 전투에 나서던 도중에 사망했다.